# Casper Lodewijk van Uytrecht
Casper Lodewijk van Uytrecht (Curaçao, 22 juni 1732 - aldaar, 22 oktober 1805) was eigenaar van verschillende plantages op Curaçao, waaronder plantage Knip in Bandabou waar de grote Curaçaose slavenopstand van 1795 begon.

## Privéleven
Casper Lodewijk behoorde tot de derde generatie Van Uytrecht op Curaçao. Zijn grootvader Gerrit van Uytrecht (1657-?), geboren in Deventer, kwam in 1686 als militair naar Curaçao met het schip "De Offerande van de profeet Elia". Hij is zeer waarschijnlijk de vader van Willem van Uytrecht (1689 - 1735) die eigenaar was van verschillende plantages. Willem trouwde in 1715 met Dorothea Brugman (1694-1774), telg uit een van de eerste plantersfamilies in Curaçao. Het echtpaar kreeg twee zoons: Dirk en Casper Lodewijk.
Casper Lodewijk trouwde rond 1750 met Elizabeth Reynink (1733-1755) die kort na de geboorte van hun zoon Willem (1754-1795) overleed. Hij hertrouwde op 22 april 1759 met Poulina Ellis (1735-1799). Ze kregen twee dochters: Dorothea Elisabeth en Jannetje Martha.

## Plantage-eigenaar
Op 30 oktober 1759 wordt Casper Lodewijk eigenaar van twee plantages die eerder tot de bezittingen van zijn vader en grootvader behoorden: plantage Domine’s Rooi en plantage Zevenbergen. Op 29 juli 1760 komt daar plantage Knip bij. Die plantage was daarvoor in het bezit van zijn schoonfamilie Ellis. Ten tijde van de slavenopstand in 1795 woonde Van Uytrecht met zijn gezin op deze plantage.
In 1806, een jaar na het overlijden van Casper Lodewijk, wisselen de plantages weer van eigenaar. Zijn schoonzoon Carel van der Meulen, die getrouwd was met zijn dochter Jannetje Martha, wordt de nieuwe eigenaar van de plantages Knip en Zevenbergen. Domine’s Rooi komt in handen van de schoonfamilie De Rochemont van zijn kleinzoon Caspar Lodewijk van Uytrecht (1786-1862).

## Slavenopstand 1795

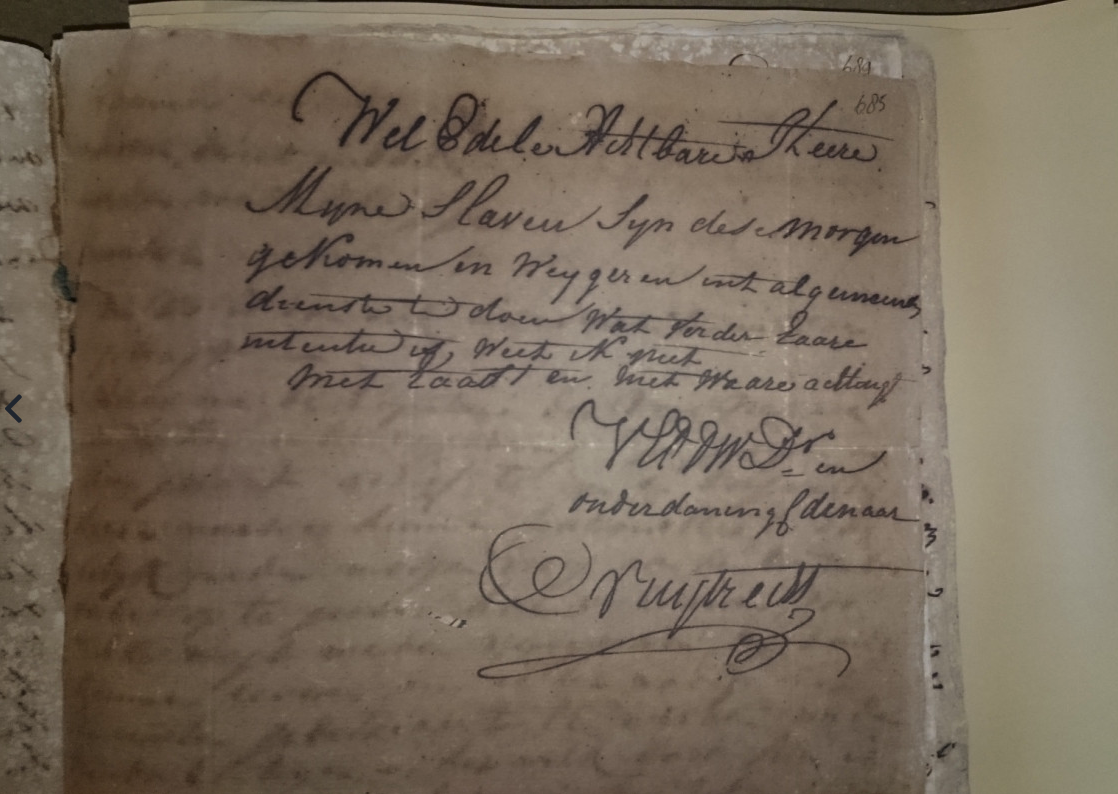
Brief van Casper Lodewijk van Uytrecht aan gouverneur Johannes de Veer (Nationaal Archief Curaçao)

De opstand begon op 17 augustus op plantage Knip en werd aangevoerd door Tula, die als slaafgemaakte werkte op deze plantage.
Het korte, handgeschreven briefje dat Van Uytrecht schreef om gouverneur Johannes de Veer (1738-1796) in te lichten over het begin van de opstand is bewaard gebleven:
Weledeleachtbare Heer, Mijne slaven zijn des morgen gekomen en weijgeren int algemeenen diensten te doen. Wat verder haare intentien is weet ik niet. Met haast en met waare achtinge. w.g. C.L. van Uytrecht 
Door het bericht van Van Uytrecht kon de koloniale raad tijdig tegenmaatregelen nemen. Een kleine militaire macht werd naar Bandabou gestuurd en langs de Rodeweg, de weg van Bandabou naar Willemstad, was bewaking ingesteld. Op 18 augustus begon de tocht van de opstandige slaafgemaakten langs verschillende plantages in de richting van Willemstad.